# 异叶鼠李
异叶鼠李（学名：Rhamnus heterophylla）为鼠李科鼠李属下的一个种。